# Mazda MX-6
Mazda MX-6 – sportowe coupe Mazdy zaprezentowane w 1992 roku. Pod tą nazwą na rynku Ameryki Północnej ukazywała się  od 1988 roku Mazda 626 Coupé. Nowa MX-6 to samochód w układzie 2+2 (dwoje dorosłych z przodu i dwoje dzieci lub zakupy z tyłu), miała za zadanie zastąpić dotychczasowy model 626 Coupé. Mazda ta miała również zastąpić stary model Forda Probe i w przekonstruowanej wersji trafiać do sprzedaży w USA. Nadwozie samochodu było długie, zarówno z przodu jak i z tyłu zastosowano owalne lampy. Na tylnej klapie osadzono duży spojler (montowany seryjnie w modelu V6). Początkowo, sprzedaż jedynie w Japonii, źródłem napędu był silnik 1.8 o mocy 115 KM, ale później zwiększono jego pojemność do 2 litrów (bez zmiany mocy), a przez cały okres produkcji także widlasta szóstka o pojemności 2.5 litra (motor ten znany jest z 626 GE oraz Xedos 9 TA). MX-6 produkowano także w wersji 4WD – z napędem na cztery koła (w nadwoziu GD) i 4WS – wszystkie koła skrętne. Wnętrze urządzono poprawnie, wszak bez polotu (wszystko jest pod ręką), samochód jest przestronniejszy od MX-3. Na polskich drogach MX-6 rzadko kiedy się spotyka, najczęściej są to auta sprowadzone z Niemiec lub z USA. W roku 1997 wycofano MX-6 z produkcji.

## Modele
| Rok       | Model      | Silnik                            | Moc             | Moment  | 0-100 km/h | 1/4 mili            | Prędkość maks. |
| --------- | ---------- | --------------------------------- | --------------- | ------- | ---------- | ------------------- | -------------- |
| 1988–1992 | DX, LX, LE | 2,2 l (2184 cm³) F2 R4            | 120 hp (82 kW)  | 176 N·m | 9,0 s      | 16,5 s              | 202 km/h       |
| 1988–1992 | GT         | 2,2 l (2184 cm³) F2T turbo R4     | 145 hp (108 kW) | 258 N·m | 8,5 s      | 15,9 s              | 210 km/h       |
| 1992–1997 | RS         | 2,0 l (1991 cm³) FS R4            | 114 hp (88 kW)  | 168 N·m | 9,1 s      | 16,5 s S / 18,3 s M | 200 km/h       |
| 1992–1997 | LS         | 2,5 l (2497 cm³) KL-DE V6         | 164 hp (122 kW) | 212 N·m | 7,5 s      | 15,5 s              | 225 km/h       |
| 1992–1997 | LS         | 2,5 l (2497 cm³) KL-ZE(J-Spec) V6 | 200 hp          | 212 N·m | 6,3 s      | 14,0 s              | ~225–235 km/h  |

Dostępny był również silnik KF-ZE, tylko na rynek japoński, sporadycznie jednak spotykany.

### A-spec
Wariant A-spec był dostępny tylko na rynku północno-amerykańskim. W tej wersji były dostępne trzy typy:
- 'RS' – model podstawowy, z silnikiem FS.
- 'LS' – model wyższy, posiadał silniki KL oraz KL-DE oraz aluminiowe felgi w rozmiarze 15 cali, seryjny tylny spojler, odtwarzacz CD, halogeny oraz skórzaną tapicerkę.
- 'LS M-edition' – wersja specjalna bazująca na wersji LS, posiadała inne, w całości czerwone tylne lampy, znaczki M-edition na fotelach oraz między innymi kremową skórę.

W 1995 druga generacja MX6 została odświeżona między innymi przez zastosowanie innych, 5-ramiennych felg aluminiowych, dwóch poduszek powietrznych.

### E-spec
Montowana od 1991 w Japonii na rynek Australii, Nowej Zelandii oraz Europy. W przeciwieństwie do A-spec, posiadała inne przednie światła (dwuelementowy reflektor dający w praktyce lepsze oświetlenie) oraz tylne światła, inne przednie oraz tylne zderzaki, inne halogeny (mniejsze oraz posiadające polerowane ramki), lusterka (elektryczne oraz podgrzewane), kierownicę, tapicerkę oraz koła aluminiowe jako standardowe (14-calowe dla wersji FS oraz 15-calowe dla wersji KL). Boczne migacze znajdują się za przednimi kołami, na błotniku oraz brak lamp bocznych na zderzakach, jak to miało miejsce w wersji A-spec. Dostępna była również klimatyzacja oraz skórzana tapicerka (standard od 96) i system 4WS (obie osie skrętne). Dostępne silniki to FS oraz KL.

### J-spec
Ta wersja również była montowana od 1991, podobnie jak E-spec (składane w tej samej fabryce), jednak z drobnymi zmianami. Światła przednie zintegrowane, jednoelementowe, inny tylny zderzak z mniejszym wycięciem na tablicę rejestracyjną, podobny do tego w wersji A-spec. Prawie wszystko było dostępne w opcji podstawowej, w opcji była dostępna wersja 4WS, system nagłośnienia BOSE. Z wyposażenia mamy dostępne elektrycznie składane lusterka, automatyczną klimatyzację, skrętne halogeny czy trzecie światło stop w spojlerze. Dostępny był również tylko w tej wersji pakiet stylistyczny LSi obejmujący delikatną dokładkę przedniego zderzaka oraz małe dokładki progów, podobne do tych z Mazdy MX-3 V6. Można było również zamówić pakiet "A Spec Touring Kit" nadwornego tunera Mazdaspeed. W jego skład wchodziła dokładka przedniego zderzaka, progi oraz duża lotka na tylnej klapie. We wnętrzu mogła zagościć kierownica oraz gałka zmiany biegów sygnowane logiem Mazdaspeed. Z części mechanicznych dostępne były między innymi: tłumik końcowy, stabilizator tylny, amortyzatory, sprzęgło oraz filtr powietrza.
Silniki były wybierane między KL-ZE 2.5 DOHC V6 produkującego 200PS, Mazda KL-DE 2.5 DOHC V6 produkującego 159PS.